# Sainte-Colombe-sur-Seine
Sainte-Colombe-sur-Seine é uma comuna francesa na região administrativa da Borgonha-Franco-Condado, no departamento de Côte-d'Or. Estende-se por uma área de 16,21 km². Em 2010 a comuna tinha 954 habitantes (densidade: 58,9 hab./km²).